# Echeveria elegans
Espèce
Classification APG IV (2016)
Echeveria elegans est une espèce de plantes à fleurs de la famille des Crassulaceae. Elle est native des habitats semi-désertiques du Mexique. 

## Description
Echeveria elegans est une plante vivace, succulente et sempervirente. Elle a une taille située entre 5 et 10 cm pour une envergure d'environ 50 cm.

## Culture
Echeveria elegans est généralement cultivée en tant que plante ornementale. Elle peut supporter un climat subtropical, semblable à celui de la Californie du Sud, mais ne peut pas supporter des températures situées sous 7 °C.

## Distinctions
La plante a remporté le Award of Garden Merit de la Royal Horticultural Society.

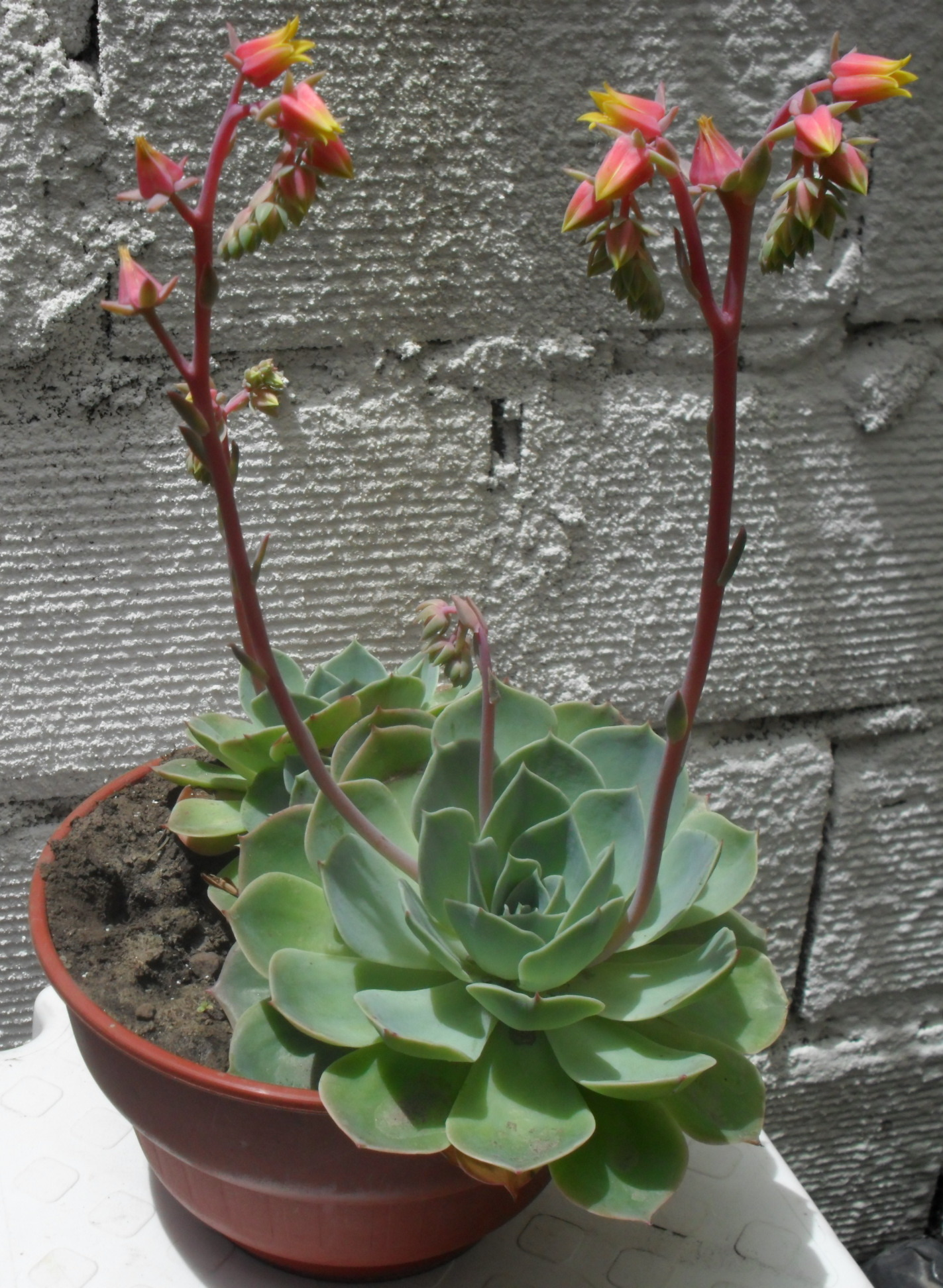
Echeveria elegans en pot.